# Limite (film)
Pour plus de détails, voir Fiche technique et Distribution.
Limite est un film de drame expérimental muet brésilien réalisé par Mário Peixoto, réalisé en 1929 et sorti en 1931.
En novembre 2015, le film est sélectionné en 1re position dans la liste établie par l'Association brésilienne des critiques de cinéma (Abraccine) des 100 meilleurs films brésiliens de tous les temps.

## Synopsis
Un homme et deux femmes dérivent en mer sur un canot. Épuisés, ils ont cessé de ramer laissant le destin faire son œuvre. L'une des femmes raconte qu'elle s'est échappée de prison mais qu'elle n'a pas, par la suite, retrouvé l'équilibre souhaité. La presse annonce maintenant son évasion, la forçant ainsi à reprendre sa fuite. Au cours de son récit, l'homme a pu ranimer l'autre femme, jusque-là évanouie au fond de l'embarcation. L'existence de celle-ci n'a pas été non plus très exaltante : mariée à un pianiste alcoolique, la jeune femme a fini par quitter son foyer. De son côté, l'homme, veuf, confie qu'il s'est épris d'une femme mariée. Or, lorsqu'il se rend sur le tombeau de sa défunte épouse, le mari de sa maîtresse lui apprend que sa femme est lépreuse. Sur le bateau, l'eau manque. L'homme se jette à la mer pour récupérer un baril flottant à la surface. Puis, il ne réapparaît plus. À bord, une des femmes, fortement irritée, agresse l'autre. Seule, cette dernière survivra à la tempête…

## Fiche technique
- Titre : Limite
- Titre original : Limite
- Réalisation, scénario et montage : Mário Peixoto
- Photographie : Edgar Brasil
- Assistant : Ruy Costa
- Musique : Extraits d'Erik Satie (Gymnopédies), Serge Prokofiev, Claude Debussy, Maurice Ravel, César Franck, Igor Stravinsky
- Société de production : Cinédia
- Pays d'origine :  Brésil
- Format : Noir et blanc - Muet
- Genre : Drame, Film expérimental
- Durée : 120 minutes
- Date de sortie :
  - Brésil : 17 mai 1931

## Distribution
- Olga Breno : 1re femme
- Taciana Rei : 2e femme
- Raul Schnoor : 1er homme
- Brutus Pedreira : 2e homme
- Carmen Santos : prostituée (mangeant un fruit)
- Iolanda Bernardes
- Edgar Brasil
- Mário Peixoto

## Autour du film
Mário Peixoto, également poète, est l'auteur d'un seul film, Limite, produit en 1929. Cette œuvre si singulière est demeurée longtemps mythique. Elle fut exaltée par les cinéphiles brésiliens regroupés autour du Chaplin Club (1928-1930). La légende prétend que des maîtres comme Sergueï Eisenstein, Vsevolod Poudovkine et Orson Welles, entre autres, la considérait avec admiration. On sait désormais que Peixoto écrivit lui-même la critique élogieuse d'Eisenstein. Mais, en réalité, Limite était devenu pratiquement impossible à voir.
Georges Sadoul, en voyage au Brésil, regrettait amèrement de n'avoir pu voir ce chef-d'œuvre du cinéma muet, conservé et dissimulé, selon ses dires, par Mário Peixoto lui-même, alors réfugié dans une île quasi inhabitée.
Le film fut néanmoins redécouvert un demi-siècle plus tard, et l'on put, à nouveau, établir son statut de création d'avant-garde du cinéma brésilien, à l'époque du muet. Toutes les ressources expressives et suggestives du langage filmique y sont déployées. « L'admirable composition plastique du découpage, servie par la photographie d'Edgar Brasil, ainsi qu'un montage d'une grande virtuosité se trouvent au service d'une évocation des moments clés des trois vies » des personnages centraux.
« Limite joue sur les analogies et les oppositions, sur les ellipses et les synecdoques, situe les protagonistes dans un contexte tellurique et capte l'angoisse et le désespoir de leurs regards, liés notamment à la condition féminine et à la solitude provinciale », écrit Paulo Antonio Paranagua. Un tel niveau d'exigence esthétique ne se retrouvera, sans doute, que lors de l'éclosion du Cinema Novo.

## Restauration
Le film a été restauré en 2007 par la World Cinema Foundation.